# Лорън Прайс
Лорън Луиза Прайс (на английски: Lauren Louise Price) е британска състезателка по бокс, кикбокс и футбол.
Родена е в гр. Нюпорт, Уелс, Великобритания. Олимпийска шампионка е от Олимпиадата (2020) в Токио. Световна шампионка е в Улан Уде през 2019 година. Шампионка е от Европейските игри в Минск през 2019 г.